# Kaloegerovo (Chaskovo)
Kaloegerovo (Bulgaars: Калугерово) is een dorp in de Bulgaarse gemeente Simeonovgrad, oblast Chaskovo. Op 31 december 2019 telde het dorp 218 inwoners. Het dorp ligt 31 km ten noordoosten van Chaskovo en 219 km ten zuidoosten van Sofia. 

## Bevolking
De telling van 1934 registreerde 672 inwoners. Dit aantal schommelde tot 1985 tussen de 650 à 750 personen. Sinds 1985 kampt het dorp echter met een intensieve bevolkingskrimp. Op 31 december werden er 218 inwoners geregistreerd. 
Van de 300 inwoners reageerden er 269 op de optionele volkstelling van 2011. Zo’n 261 personen identificeerden zichzelf als etnische Bulgaren (97%) en 8 personen als Roma (3%).
Het dorp heeft een ongunstige leeftijdsopbouw. Van de 300 inwoners die in februari 2011 werden geregistreerd, waren er 25 jonger dan 15 jaar oud (8%), terwijl er 105 inwoners van 65 jaar of ouder werden geteld (35%).